# Curly (marque)
Pour les articles homonymes, voir Curly.
Curly est une marque de produits salés pour apéritif au goût cacahuète produits par Intersnack et commercialisés par Melvin. Le produit tire son nom de sa forme incurvée, curly signifiant « bouclé », « frisé » en anglais.

## Historique
Les premiers apéritifs Curly sont vendus en France en 1960 mais c'est trois ans plus tard qu'ils sont produits à partir de cacahuètes. Sur le marché allemand, le groupe agro-alimentaire Bahlsen fabrique les produits à Wennigsen et les commercialise alors sous le nom d'Erdnusslocken (cacahuètes bouclées).
Werner Bahlsen, fondateur du groupe spécialisé dans les biscuits salés et sucrés, accueille son fils Lorenz Bahlsen dans l'entreprise familiale en 1974 et la marque prend plus tard le nom de « Bahlsen Picanterie Lorenz Snack-World ». En 1998, le groupe allemand Intersnack lance sa branche française et acquiert Vico (1998) et Lorenz (2007). 
Ses produits sont fabriqués sur deux sites de production, Vic-sur-Aisne, ex-usine Vico, qui regroupe tous les chips et extrudés depuis 2010 et Charvieu pour les graines. 
Le site de Vic-sur-Aisne emploie aujourd'hui 351 personnes.
Aujourd'hui, Intersnack France produit 2 230 tonnes de Curly par an.

### Historique de la gamme
- 1960 : Lancement de Curly Cacahuète (fabrication Wennigsen, Allemagne)
- 1974 : Lancement de Curly Cacahuète 50 g (à Noyon, France)
- 1975 : Curly lance le format 90 g encore phare aujourd’hui
- 1976 : Deux nouvelles saveurs : fromage et bacon
- 1979 : Lancement de la gamme des mini Curly
- 1982 : Curly tomate arrive sur le marché et Curly Spectacle 40 g fait son apparition
- 1985 : Les variétés herbes de Provence et oignon sont lancées
- 1988 : Curly est disponible en 55 g et en pocket 6 x 20 g
- 1989 : Lancement de Curly Cola et Ketchup
- 1992 : Curly attaque un nouveau segment avec le coffret Curly Club et crée Curly aux trois fromages
- 1999-2000 : Curly propose deux formats additionnels : 35 g et 150 g
- 2003-2005 : Lancement de Curly à l’Italienne, à la Mexicaine et Curly Provençal
- 2007 : Lancement de Curly Plaisir Léger avec 25 % de matières grasses en moins
- 2008 : Lancement des Curlettes : noisette, cacahuète et pistache
- 2010 : À l’occasion de ses 50 ans, Curly lance une gamme « Édition Limitée 50 ans » : Explosif et Épices douces (création réalisée par l’agence Nude Design Management)

## Fabrication des Curly
Les Curly sont fabriqués à partir de semoule de maïs. Une fois réhydratée, la semoule passe dans un extrudeur qui, sous pression, donne à la pâte la forme du produit, appelé « collets ». Ils sont ensuite séchés à très haute température pour leur donner le croustillant. Pour donner le goût aux collets, on les enrobe avec un mélange appelé slurry (cacahuète, huile, sel, arôme).

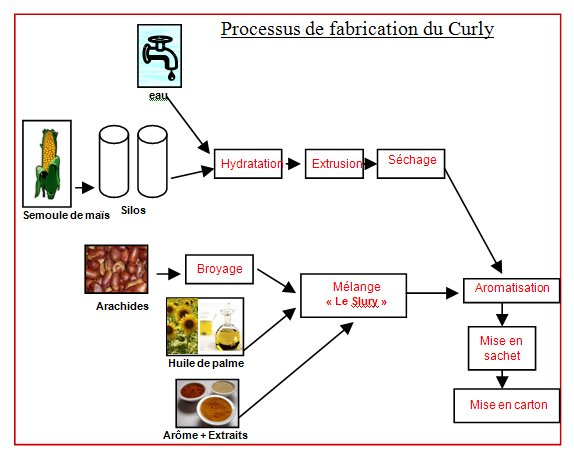
Processus de fabrication des Curly

## Ingrédients
- Semoule de maïs (59 %)
- Arachides grillées moulues (30 %)
- Huile de tournesol
- Sel
- Arôme

L'huile utilisée au cours du processus de fabrication est l'huile de tournesol[réf. nécessaire].

## La gammecurly
Les différents curlys (en France) :
- Curly l'Original: 35 g, 60 g, 100 g, lot de 2 x 100 g, 160 g et 230 g.
- Curly "Les Maxis" : des curly plus grands et gros que les classiques "La recette Originale dans un biscuit soufflé démesurément gourmand en formats 100 g et 200 g[5]!".
- Curly Club: 75 g[6]
- Pâtes à tartiner: Onctueuse et Crunchy en format 340 g.
- Curly Donuts : des curly sucrés salés goût cacahuète caramélisée ou goût noisette.